# Ljudmila Dolar Mantuani
Ljudmila Dolar-Mantuani, slovenska petrologinja, * 5. julij 1906, Celje, † 22. september 1988, Toronto, Kanada.

## Življenje in delo
Diplomirala je 1929 na Univerzi v Ljubljani in prav tam 1935 tudi doktorirala. Po diplomi je sprva dve leti poučevala na gimnaziji, potem pa je postala asistentka in 1940 docentka za petrografijo in optično raziskovanje mineralov in kamnin na ljubljanski univerzi. Strokovno se je izpopolnjevala na univerzah v Zagrebu, Rimu, Vancouvru in Essnu. Bila je znanstvena sodelavka Univerze Britanske Kolumbije v Vancouvru in znanstvena svetnica pri Hydroelectric Power Commision of Ontario v Torontu. Po letu 1971 je kot zasebnik delala za različne ustanove v Kanadi. Objavila je okoli 70 razprav in člankov o mineralogiji in petrologiji Slovenije, Avstrije in Kanade. Pomembne so njene moderne raziskave globočnin Pohorja in terciarnih tufov pri Peračici na Gorenjskem.